# Tarrafal de São Nicolau (municipalité du Cap-Vert)
Pour les articles homonymes, voir Tarrafal.
La municipalité de Tarrafal de São Nicolau est une municipalité (concelho) du Cap-Vert, située à l'ouest de l'île de São Nicolau, dans les îles de Barlavento. Son siège se trouve à Tarrafal de São Nicolau.

## Population
Lors du recensement de 2010, la municipalité comptait 5 237 habitants.

## Subdivisions
La municipalité est constituée d'une freguesia São Francisco de Assis dont les subdivisions sont :
- Cabeçalinho
- Fragata
- Hortelã
- Palhal
- Praia Branca
- Ribeira dos Calhaus
- Ribeira Prata
- Tarrafal de São Nicolau